# 薩維奇 (明尼蘇達州)
薩維奇（英語：Savage）是一個位於美國明尼蘇達州斯科特縣的城市。

## 人口
根據2020年美國人口普查的數據，薩維奇的面積為42.53平方千米，當中陸地面積為40.41平方千米，而水域面積為2.11平方千米。當地共有人口32465人，而人口密度為每平方千米763人。